# 福建省屏南耕读文化博物馆
福建省屏南耕读文化博物馆位于中华人民共和国福建省宁德市屏南县，是屏南县退休干部张书岩自行出资举办的非国有博物馆，最初的馆舍依托棠口镇漈头村内的13座明清时期古民居而建，后亦于屏南县城以及漈头村大田坪开设了分馆。

## 历史
博物馆的历史可以追溯到2009年8月，甫退休的屏南县原旅游局长张书岩在家乡漈头村为村民送邮件时收集了一些村民遗弃的古代物件，并对之进行修复。2010年初，他将这些古物件置于自己儿子开设的餐馆内专辟的“农耕文化”和“明清家具”两个小展厅内，对外集中展示。此后，关注展室的人日益增多，张书岩遂进一步创立“耕读文化博物馆”。2010年8月，张书岩前后举债与21名漈头村民签订租赁协议，将村内12座明清时期所建的古民居进行修缮，建设成10个展厅，收集了约3万件古物。
2013年10月，来自福州长乐的雷锋纪念品收藏家庄雄兵在得知张书岩和博物馆的消息后，将手中收藏的约1000件与雷锋有关的纪念品悉数无偿捐赠予屏南耕读文化博物馆。博物馆规模与受关注程度逐步扩大后，与屏南县内数个中小学，以及福建省内多所博物馆、高校举行了联合活动。
2017年10月，经福建省民政厅批复同意，福建省屏南耕读文化博物馆正式注册为博物馆机构，成为宁德市境内成功注册非国有博物馆之首例。2019年8月，屏南耕读文化博物馆在县城的旅游集散中心开设“第一分馆”，用以展陈与“福文化”有关的古物。2020年5月，屏南县第一中学内开设“屏南一中分馆”，展陈雕塑、农具和雷锋文化藏品。2021年春节，屏南耕读文化博物馆在漈头村大田坪建成新馆并对外开放。

## 展览规模
至2021年福建省屏南耕读文化博物馆共拥有4座馆区，除位于漈头村大田坪的新馆需收费参观外，其余馆舍均可免费参观。博物馆主馆位于漈头村落的古民居群之内，由12座明清时期的古建筑组成，建筑风格为中国南方天井式民居，总面积3000余平方米，其中展陈面积2000余平方米，共15个展厅，主题涵盖历史文物、农耕文化、红色文物、廉洁文化、古代家居、禁毒和华侨等，另有1个用以体验国学、纺织和陶艺等传统文化的“耕读乐”体验中心，以及1间书院、1个工作站和4条长廊。
2021年开放新馆则距主馆约200—300米，占地面积3.05亩，建筑面积2000平方米，内建有展厅、体验区和库房等；位于屏南县城的第一分馆展览面积700平方米，展有200余件与“福文化”有关的古物；位于屏南县第一中学新校区综合楼内的分馆则以耕读文化、雷锋精神等主题为主线，配合当地非物质文化遗产内容进行展览。

在主要展览之外，屏南县耕读文化博物馆亦曾与其他博物馆交流办展，例如，该馆先后在2019年与福州市博物馆、2023年与福安市博物馆联合举办以“福文化”为主题的展览。

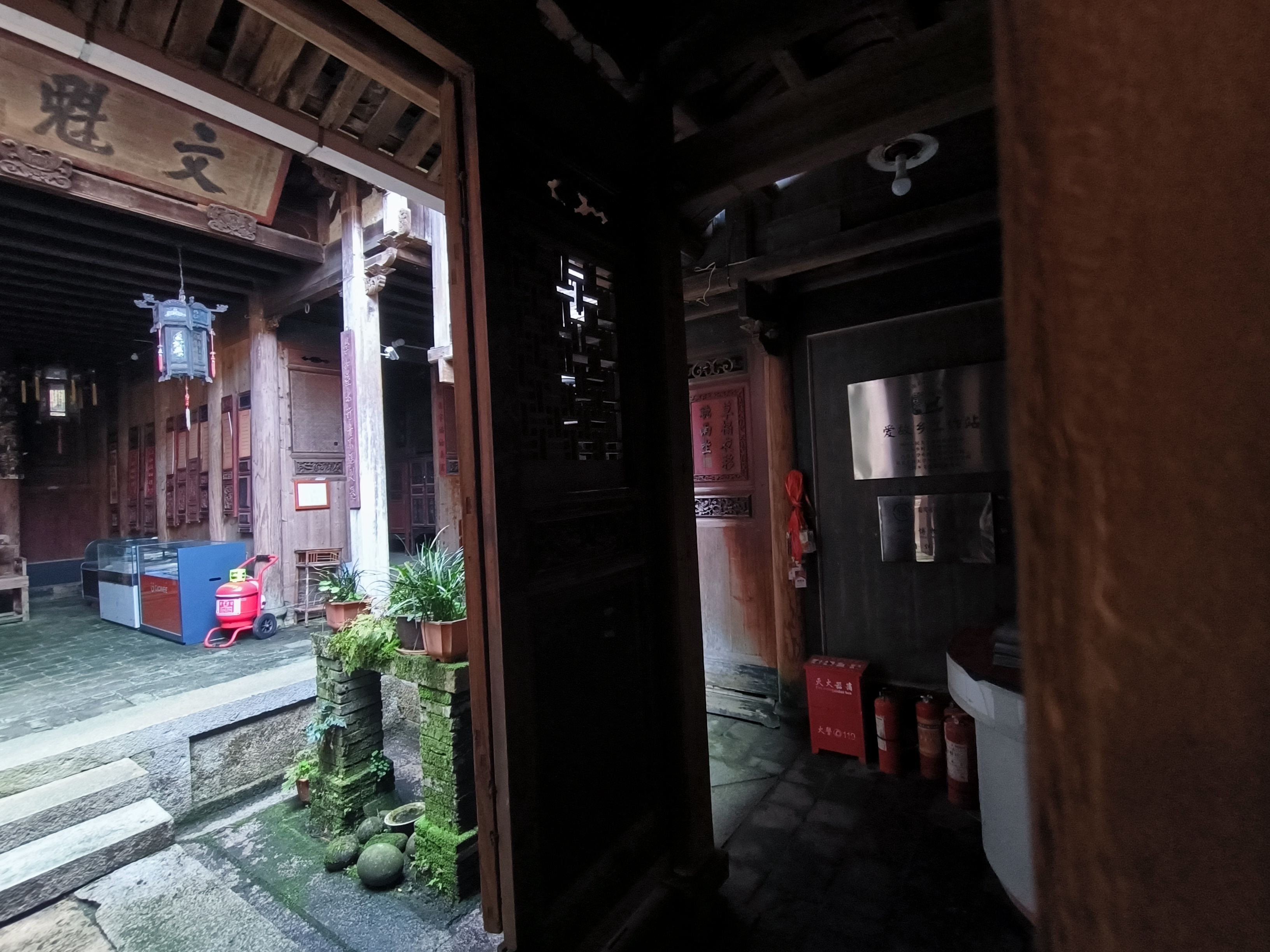
主馆展厅
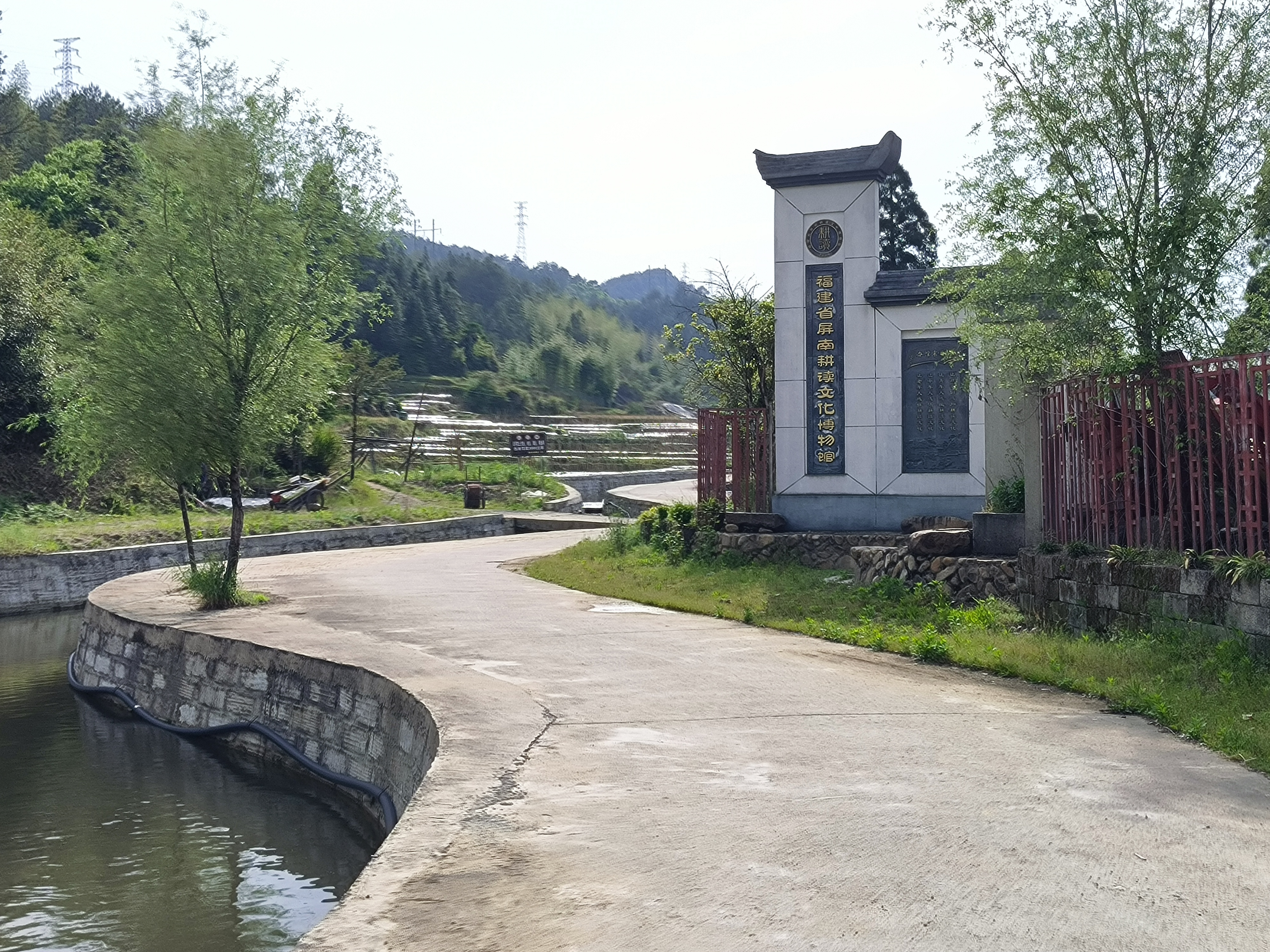
通往新馆的道路
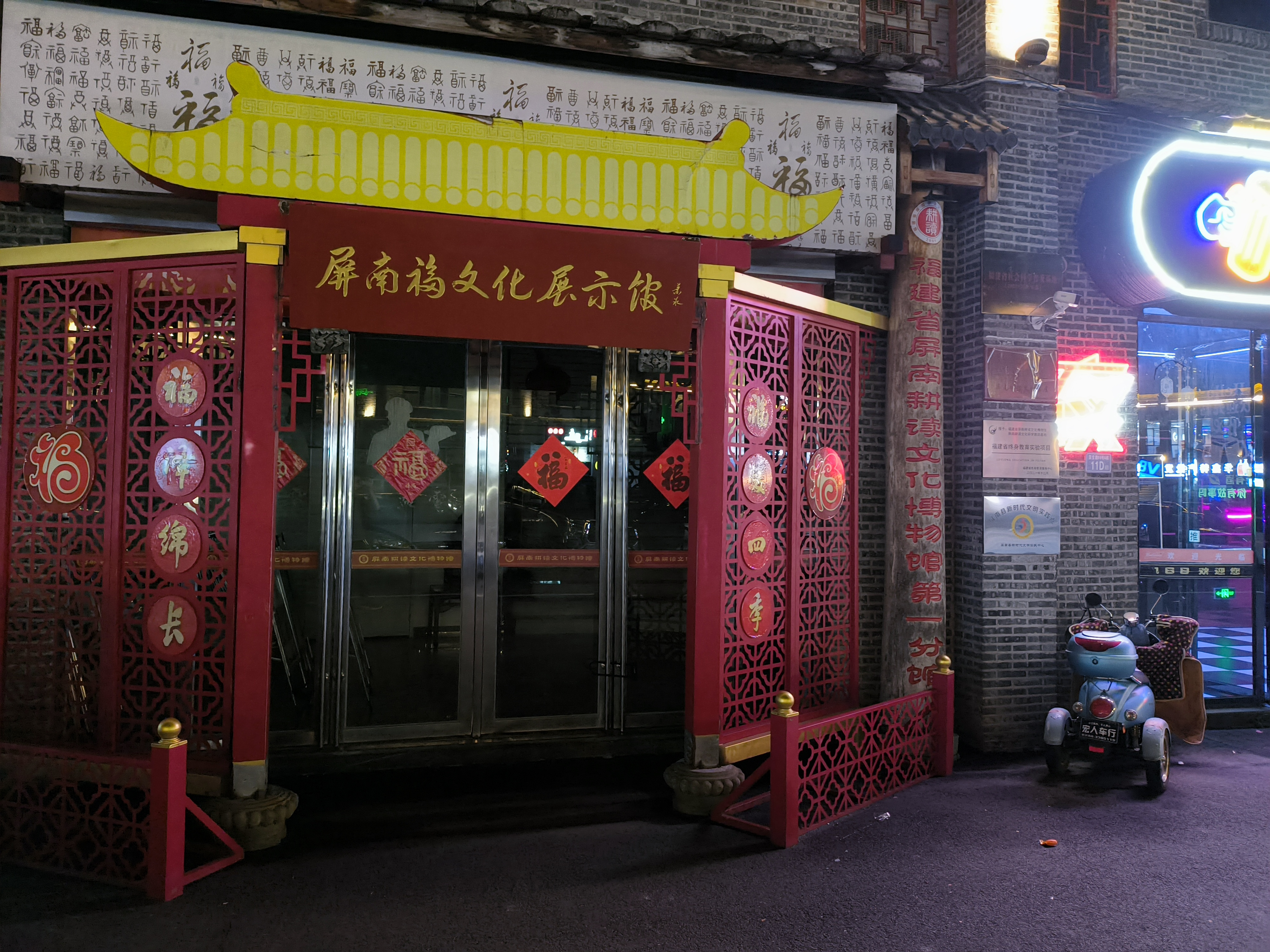
第一分馆